# Gadsby
Gadsby ist ein bekanntes Buch des amerikanischen Schriftstellers Ernest Vincent Wright. Es wurde im Jahre 1939 veröffentlicht. 
Die Besonderheit der Novelle ist, dass im gesamten Buch kein einziges Mal der Buchstabe E vorkommt, der sowohl im Deutschen als auch im Englischen der häufigste Buchstabe ist. Gadsby ist daher ein Lipogramm. Es enthält insgesamt 50.100 Wörter und ist Wrights viertes Buch. Um zu verhindern, dass er aus Versehen doch einmal ein E schrieb, band Wright, wie er in der Einführung zu Gadsby schreibt, einfach den Typenhebel für das E an seiner Schreibmaschine fest, so dass dieser sich nicht mehr bewegte, selbst wenn Wright doch einmal auf die Taste getippt hätte.

## Textbeispiel
Der Anfang des Buches lautet wie folgt:
If youth, throughout all history, had had a champion to stand up for it; to show a doubting world that a child can think; and, possibly, do it practically; you wouldn't constantly run across folks today who claim that "a child don't know anything." A child's brain starts functioning at birth; and has, amongst its many infant convolutions, thousands of dormant atoms, into which God has put a mystic possibility for noticing an adult's act, and figuring out its purport.
Auf Deutsch übersetzt würde dies ungefähr bedeuten:
Wenn die Jugend in der gesamten Menschheitsgeschichte einen Fürsprecher gehabt hätte, um einer zweifelnden Welt zu zeigen, dass auch ein Kind denken kann und dies wohl auch tut, würde man nicht mehr dauernd auf Menschen treffen, die behaupten: „Ein Kind weiß nichts!“. Das Gehirn eines Kindes beginnt mit der Geburt zu arbeiten und hat, neben seinen vielen kindlichen Windungen, tausende schlafender Atome, in welche Gott die geheimnisvolle Fähigkeit gesteckt hat, die Handlungen eines Erwachsenen zu erkennen und seine Absichten herauszufinden.
Die übermäßige Verwendung der Interpunktionszeichen setzt sich im gesamten Werk fort, da Wrights Lipogramm nur auf diese Weise gelingen konnte. 
Wright verstarb am Tag der Veröffentlichung seines Werkes im Alter von 66 Jahren.
Gadsby ist jedoch nicht nur als bloßes Kuriosum zu sehen, sondern es erhebt, wie die meisten anderen Lipogramme auch, den Anspruch, einen ganz spezifischen Blick auf Sprache und damit auch auf die Wirklichkeit zu werfen.